# Wandella loloata
Espèce
Wandella loloata est une espèce d'araignées aranéomorphes de la famille des Filistatidae.

## Distribution
Cette espèce est endémique de la province centrale en Papouasie-Nouvelle-Guinée. Elle se rencontre sur l'île Loloata.

## Description
Le mâle holotype mesure 2,43 mm et la femelle paratype 3,57 mm

## Systématique et taxinomie
Cette espèce a été décrite par Magalhaes, Berry, Koh et Gray en 2022.

## Étymologie
Son nom d'espèce lui a été donné en référence au lieu de sa découverte, l'île Loloata.

## Publication originale
- Magalhaes, Berry, Koh & Gray, 2022 : « Labahitha spiders (Arachnida: Araneae: Filistatidae) from islands in the Indian and Pacific Oceans. » European Journal of Taxonomy, vol. 805, p. 1-51 (texte intégral).